# Gynoplistia woombye
Gynoplistia woombye là một loài ruồi trong họ Limoniidae. Chúng phân bố ở miền Australasia.